# Groeve en Binnenlanden
De Groeve en Binnenlanden (in 1850 opgericht als Groevelandschemolenpolder met de Binnenlanden van Oostwold en ook bekend als: Binnenlandsche en Groevemolenpolder) is een voormalig waterschap in de Nederlandse provincie Groningen. In 1911 werd de naam van het schap gewijzigd in Groeve en Binnenlanden.
Het waterschap bestond uit twee delen die met elkaar verbonden waren door een watergang. Het oostelijke deel (de Binnenlanden) lag rond Oostwold, het westelijke deel (de Groevelanden) lag ten oosten van Midwolda. Tussen de beide delen lag het waterschap Huininga-Meerland. De molen stond aan de Huiningaweg (vlak bij het Huiningahof) en sloeg uit op een watergang die uitkwam op het Koediep.
Het gebied beslaat een groot deel van het gebied uit het Oldambtmeer (de Blauwestad). Waterstaatkundig gezien ligt het gebied sinds 2000 binnen dat van het waterschap Hunze en Aa's.